# Komorno
Komorno (polnisch ebenso) ist ein Ort in der Landgemeinde Reinschdorf im Powiat Kędzierzyńsko-Kozielski der Woiwodschaft Opole (Oppeln) in Polen.

## Geographie
Komorno liegt zentral in der Landgemeinde Reinschdorf.
Nachbarorte von Komorno sind
Die nächsten Nachbarorte Komornos liegen alle in der Landgemeinde Reinschdorf und haben keine gemeinsamen Grenzen mit dem Ort.
- Poborschau (zwei km nordöstlich)
- Reinschdorf (drei km südöstlich)
- Nesselwitz (drei km südwestlich)
- Wiegschütz (drei km südöstlich)
- Zmudzona (drei km östlich)

## Geschichte
Erstmals urkundlich erwähnt wurde Komorno am 16. März 1411. Erste aufkommende Namen für die Siedlung sind neben Komorno auch Komorrno, Comorno und Commerau. Komorno wurde in den Schlesischen (1740–1763) und Koalitionskriegen mehrmals Ort historischer Ereignisse.
So lagerten die Truppen des österreichischen kaiserlichen Heerführers Ernst Gideon Freiherr von Laudon während der Belagerung der preußischen Festung Cosel unter anderem in Komorno.
Im Jahre 1817 kam es am 2. Januar bei Komorno zu einem Scharmützel zwischen preußischen und bayerischen Soldaten, welche Verbündete Napoleons waren. Die Bayern gewannen die als „Gefecht bei Komorno“ in die Geschichte eingegangene Schlacht.
Weiterhin überfiel eine Schwadron der Bayern Teile eines preußischen Bataillons, das auf der Straße zwischen Komorno und Poborschau auf dem Weg nach Cosel war. Der Überraschungsangriff glückte, sie brachten 143 Mann und zwei Kanonen in ihre Gewalt.
Das Komornoer Gutshaus, welches 1760 errichtet wurde, beherbergt 1807 von Ende Januar bis Anfang März den bayerischen Generalleutnant Bernhard Erasmus von Deroy, der die Belagerung der Festung Cosel befehligte. Als am 9. Juli 1807 mit dem Tilsiter Friedensschluss die Belagerung aufgehoben wurde, zog als Nachfolger Deroys der Generalmajor Clemens von Raglovich in das Gutshaus.
Am 30. März desselben Jahres starb in Komorno Oberst Phillip von Bieringer, der damalige Kommandeur des königlich-bayerischen 5. Infanterie-Regiments Preysing.
Unter dem NS-Regime wurde Komorno 1936 in Altenwall umbenannt. Als 1945 die Rote Armee den Ort einnahm, wurde die Umbenennung revidiert.
Mit dem 11. Januar 2011 wurde Komorno auch der deutsche amtliche Name.

### Einwohnerentwicklung
Die Einwohnerzahlen von Komorno im Laufe der Jahre:
| Jahr | Einwohner |
| ---- | --------- |
| 1831 | 279       |
| 1955 | 350       |
| 1861 | 440       |
| 1880 | 335       |

| Jahr | Einwohner |
| ---- | --------- |
| 1925 | 414       |
| 1855 | 670       |
| 1861 | 750       |
| 1880 | 993       |

| Jahr | Einwohner |
| ---- | --------- |
| 1925 | 476       |
| 1933 | 414       |
| 1939 | 422       |
| 1945 | 163       |

| Jahr | Einwohner |
| ---- | --------- |
| 1947 | 487       |
| 1960 | 529       |
| 2003 | 471       |
| 2009 | 424       |

| Jahr | Einwohner |
| ---- | --------- |
| 2010 | 433       |

## Religion
Der Ort ist der römisch-katholischen Pfarrei Nesselwitz zugeordnet, welche eine Filialkirche in Komorno unterhält.

## Kultur und Sehenswürdigkeiten

### Bauwerke

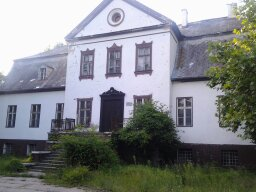
Das Komornoer Gutshaus

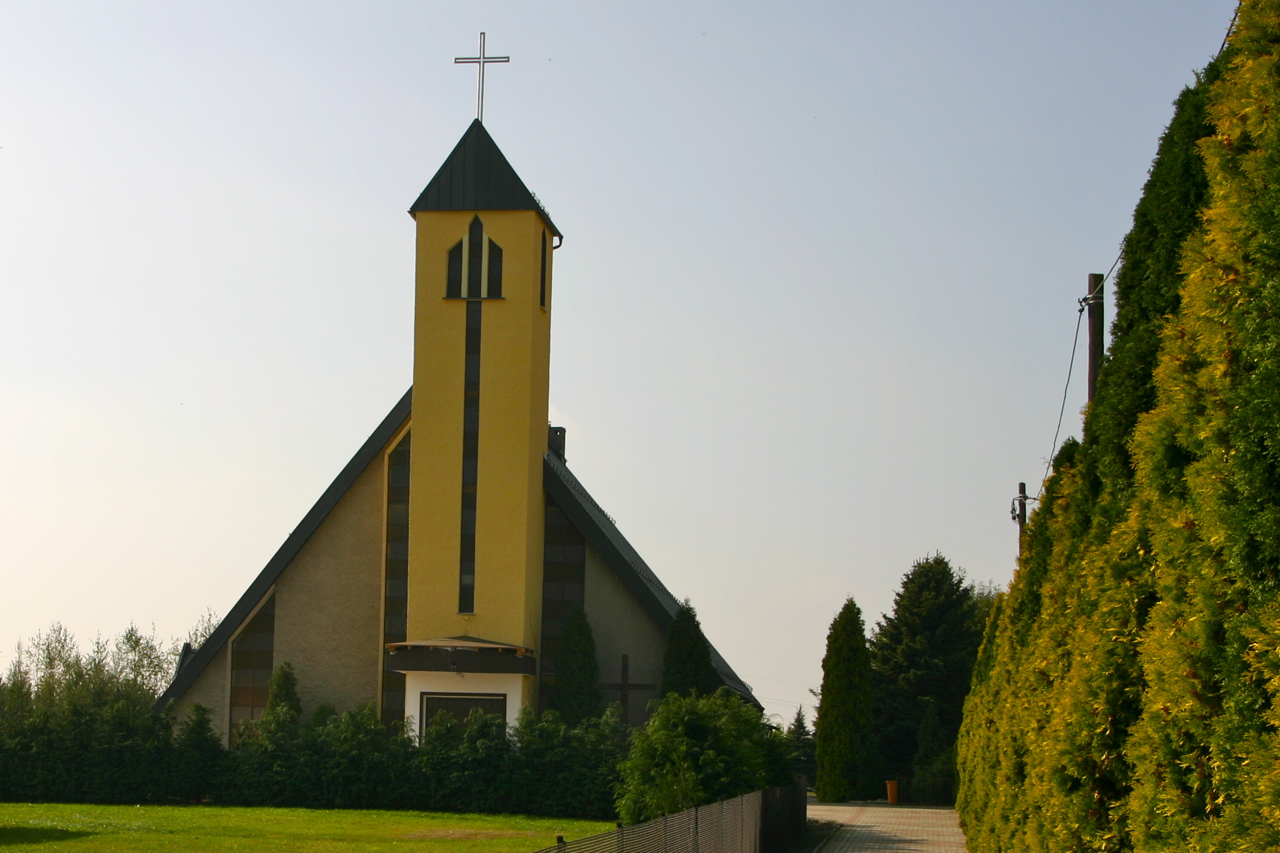
Die Filialkirche

Geschichtsträchtigstes Bauwerk ist das Gutshaus im Norden des Dorfes, welches 1760 errichtet wurde. Das im klassizistischen Stil gehaltene Gebäude wurde 1945 stark beschädigt, wurde aber zwei Jahre später erneuert. Es steht heute unter Denkmalschutz und gehört dem Powiat Kędzierzyńsko-Kozielski.
Das Gutshaus samt Parkanlage wird momentan von einem Verein restauriert.
Komorno verfügt seit 1987 über eine eigene Kirche. Das modern gehaltene Gotteshaus löste eine kleine Kapelle im Ortsinneren als Abhaltungsort der Messen ab, welche jedoch weiterhin existiert.

### Parks und Naturdenkmäler

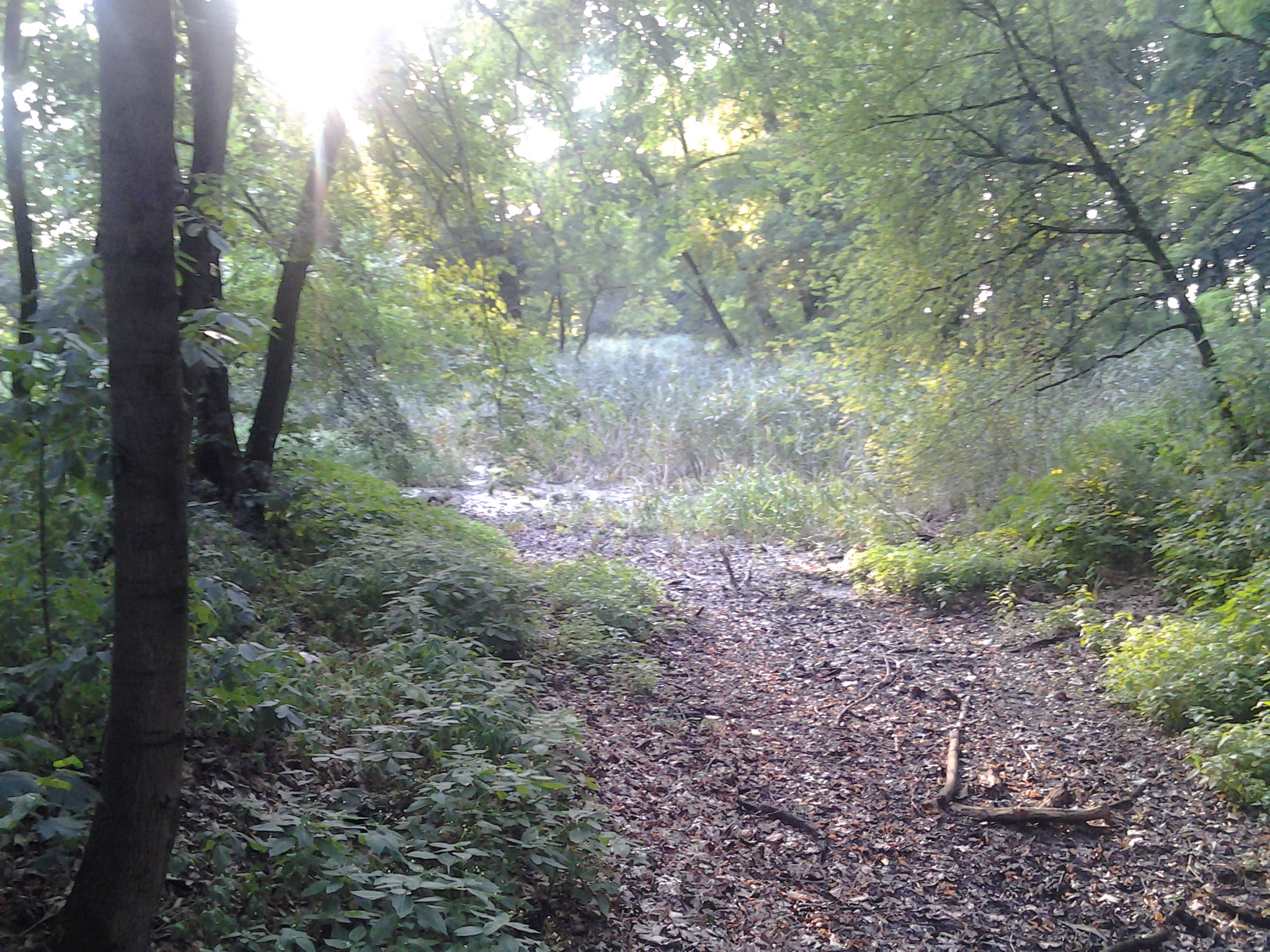
Naturaufnahme im Komornoer Park

Der einzige Park im Ort umgibt das Gutshaus und gehört dem Powiat. Der Landschaftspark ist 5,2 ha groß und wurde um 1800 angelegt. Er beherbergt Platanen, einen 30 Meter hohen Tulpenbaum, Rotbuchen, Espen, Kastanien und viele weitere Arten.

## Infrastruktur

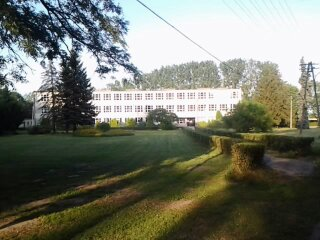
Komornoer Landwirtschaftstechnikum

### Verkehr
Durch Komorno führt die Droga krajowa 45.
Der nächstgelegene Bahnhof ist der von Nesselwitz, welcher vom Ort aus zu Fuß zu erreichen ist und vom Regional-Express der Przewozy Regionalne bedient wird.

### Bildung
Komorno beheimatet ein Technikum, welches einen landwirtschaftlichen Schwerpunkt hat.

## Persönlichkeiten

### Söhne und Töchter des Ortes
- Adam Kotowski (1626–1693), Mundschenk des polnischen Königs Jan Sobieski

### Persönlichkeiten, die vor Ort gewirkt haben
- Bernhard Erasmus von Deroy (1743–1812), bayerischer Generalleutnant, befehligte die Belagerung Kosels von Komorno aus
- Clemens von Raglovich (1766–1836), bayerischer Generalmajor, Nachfolger Deroys in Komorno